# 新・日本の首領
『新・日本の首領』（しん・にっぽんのドン）は、松方弘樹主演の日本の映画、オリジナルビデオのシリーズである。大阪のヤクザ・辰野会（たつのかい）を中心にヤクザ同士の抗争などを描く。田岡一雄を題材にした『日本の首領』シリーズとの関連は無い。発売はシネマパラダイス、販売はGPミュージアム。企画・原案は夏山佳久。また、この映画をもとにした漫画作品もある。

## シリーズ

### 新・日本の首領 波涛篇
- 監督：高瀬将嗣
- プロデューサー：田所幸三、夏山牧子、小松俊喜
- 脚本：石川雅也
- 音楽：野島健太郎
- 公開：劇場公開 2004年3月6日
- VHS・DVD発売日：2004年4月25日
- ストーリー：1983年、大阪の辰野会の当時の若頭で藤木組組長 藤木一徹(宍戸錠)は妻を対立関係にあった安西組組員に襲撃され亡くす。実子の藤木吾郎が未成年にもかかわらず安西組組長を殺害。1週間後、安西組は解散し、辰野会は大阪に確固たる地盤を築く。同年、初代辰野会会長 辰野元吉が病死し、藤木一徹が二代目を襲名。1987年、藤木吾郎が二代目藤木組組長を襲名し直参となる。武闘派の藤木吾郎は京都の沖名組系三島組の縄張りを荒らし、藤木組組員が殺害される。京都に攻め込もうとする吾郎に対し、一徹は手打ち(和解)に持ち込もうとし、広島・峠会会長 生田源之助(津川雅彦)を仲裁人に立てるため、辰野会直参上村組組長 上村修(松方弘樹)を広島に向かわせる。生田は仲裁人を引き受け、沖名組を説得し帰る矢先、何者かに襲撃される。警察は事件を、手打ちに納得のいかない藤木吾郎の仕業とし、取り調べる。峠会若頭 尾崎敏之は報復として吾郎を狙うが、上村が真犯人を捜し出すと約束しそれを止める。上村は沖名組系三島組組長 三島裕也とのロシアンルーレットに勝利し、京都の縄張りを手に入れる。上村は事件の黒幕に関東の義仁会組員・田代が暗躍していると見抜き、上村組組員 竹本光に銃撃させ田代を殺害。生田引退後、二代目峠会会長を襲名した尾崎は辰野会の傘下に入り、峠会は辰野会直参となる。

### 新・日本の首領II 非情篇
- 監督：高瀬将嗣
- プロデューサー：田所幸三、夏山牧子、小松俊喜
- 脚本：石川雅也
- 音楽：野島健太郎
- 公開：劇場公開 2004年3月7日
- VHS・DVD発売日：2004年6月25日
- ストーリー：広島・峠会二代目会長 尾崎敏之は、二代目辰野会会長 藤木一徹の盃を受ける際、辰野会が高知・石渡組と手を結ぶことを条件とする。辰野会直参村井組組長 村井貴志(宅麻伸)は石渡組に赴き話をまとめるが、石渡組組長 石渡武治が石渡組若頭 西田滋(岩本恭生)によって暗殺され、石渡組の跡目を西田が継ぐ。西田は兄弟分だった京都・三島組組長 三島裕也(中野英雄)の死で辰野会に恨みを抱いていたため、村井との約束を反故にし、四国をまとめて義仁会に売り渡そうとする。西田は義仁会会長 永沢公則(白竜)の命令により二代目辰野会会長 藤木一徹の次男で弁護士の藤木誠一を攫い人質にして辰野会の四国撤退を要求する。一徹は誠一のために組を退かせることはできないとし、行い、村井に一任する。村井は刺客を放って西田を殺害し、誠一は解放され、辰野会は高知・石渡組を傘下に収めた。一方、永沢と関係がある遠山建設社長 遠山実の原発建設を辰野会が妨害していたが、永沢が遠山社長の命令で永沢が刺客を放ち、二代目辰野会舎弟頭で金庫番の高野松雄(千葉真一)を殺害する。これにより西の辰野会、東の義仁会の対立は激しくなっていく。

### 新・日本の首領III 激闘篇
- 監督：高瀬将嗣
- プロデューサー：田所幸三、夏山牧子、小松俊喜
- 脚本：石川雅也
- 音楽：野島健太郎
- 公開：劇場公開 2004年3月8日
- VHS・DVD発売日：2004年8月25日
- ストーリー：二代目辰野会と中国マフィアとの抗争を描く。

### 新・日本の首領4 軋轢
- 監督：高瀬将嗣
- 脚本：石川雅也
- 音楽：野島健太郎
- 公開：オリジナルビデオ
- VHS・DVD発売日：2005年1月25日
- ストーリー：政治家を巻き込んだ義仁会との抗争、二代目辰野会内部の争いを描く。

### 新・日本の首領5 策略
- 監督：高瀬将嗣
- 脚本：石川雅也
- 音楽：野島健太郎
- 公開：オリジナルビデオ
- VHS・DVD発売日：2005年4月25日
- ストーリー：二代目辰野会は関東連盟分裂に乗じて当麻組を傘下に加え、関東進出への足がかりとする。

### 新・日本の首領6 崩壊
- 監督：高瀬将嗣
- プロデューサー：田所幸三、坂井正徳、渡邊義行
- 脚本：石川雅也
- 音楽：野島健太郎
- 公開：オリジナルビデオ
- VHS・DVD発売日：2005年7月25日
- ストーリー：二代目辰野会は藤木一徹の死により組内が若手組長の上村派、古参組長の須崎派に分裂する。

### 新・日本の首領7
- 監督：金澤克次
- 脚本：石川雅也
- 音楽：野島健太郎
- 公開：オリジナルビデオ
- ビデオ・DVD発売日：2005年12月25日
- ストーリー：渋沢正俊が三代目辰野会会長を襲名し、積極的に勢力を拡大していく。

### 新・日本の首領8
- 監督：金澤克次
- プロデューサー：田所幸三、夏山昌一郎、渡邊義行
- 脚本：石川雅也
- 音楽：野島健太郎
- 公開：オリジナルビデオ
- ビデオ・DVD発売日：2006年2月25日
- ストーリー：

### 新・日本の首領 完結編
- 監督：金澤克次
- 脚本：石川雅也
- 音楽：野島健太郎
- 公開：オリジナルビデオ
- ビデオ・DVD発売日：2006年5月25日
- ストーリー：

## 登場人物（キャスト）
大阪のヤクザ（辰野会）
- 上村 修（松方弘樹）…辰野会直参上村組組長→二代目辰野会若頭→三代目辰野会若頭→四代目辰野会会長。
- 村井貴志（宅麻 伸）…辰野会直参村井組組長。旧日本軍諜報機関との抗争で死亡。
- 藤木吾郎（渡辺 大、本宮泰風）…辰野会直参藤木組二代目組長→四代目辰野会若頭藤木組二代目組長。藤木一徹の長男。
- 古田雄介（山口祥行）…辰野会直参古田組組長。
- 須崎健吉（ガッツ石松）…辰野会直参須崎組組長→三代目辰野会舎弟須崎組組長→四代目辰野会最高顧問須崎組組長。
- 松野修造（岡崎二朗）…辰野会直参松野組組長→三代目辰野会舎弟松野組組長→四代目辰野会舎弟頭松野組組長。
- 渋沢正俊（岡田眞澄）…辰野会直参渋沢組組長→三代目辰野会会長。
- 中川利美（山本昌平）（1・2・3）…二代目辰野会若頭・中川組組長。中国マフィアに狙われ死亡。
- 高野松雄（千葉真一）（1・2）…二代目辰野会舎弟頭。義仁会が放った刺客に撃たれ死亡。
- 藤木一徹（宍戸 錠）（1-6）…二代目辰野会会長。
- 唐沢丸人（船木誠勝）…辰野会系唐沢組組長。
- 岡部慎次（赤井英和）…上村組若頭→四代目辰野会準備委員長兼総本部長。
- 木村昭彦（加勢大周）…二代目藤木組若頭。義仁会との抗争で死亡。
- 関根才一（木村一八）…中川組若頭。中国マフィアとの抗争で懲役。
- 坂東 敦（エド山口、迫 英雄）…村井組若頭。旧日本軍諜報機関との抗争で死亡。
- 三塚文義（竹内 力）…古田組若頭。
- 下田泰治（江原 修）…渋沢組若頭。乙骨らに殺される。
- 勢田邦夫（鈴木隆仁）…松野組若頭→四代目辰野会舎弟頭補佐。
- 高森 貢（村上竜司）…須崎組若頭→四代目辰野会副本部長。
- 大島弘信（大和武士）…古田組組員。
- 小田和重（山口 仁）…古田組組員。
- 野本 勇（藤原喜明）…広島・野本タクシー運転手→古田組準構成員→古田組組員。
- 竹本 光（岡崎 礼）…ミナミのホスト→上村組組員。義仁会組員・田代を射殺。
- 平岡貞夫（金山一彦、小沢和義）…上村組組員。
- 白坂和男（的場浩司）…村井組組員。ボディーガード。生まれつき耳が聞こえないが、相手の口の動きと心を読むことができる。
- 佐々木栄作（ゆーとぴあ・ピース）…村井組組員。
- 村井組組員（白石朋也）
- 佐竹（大槻博之）…二代目藤木組組員。三島組組員に殺害される。
- 大畑ジュン（中山弟吾朗）…二代目藤木組組員。義仁会の長尾と一之瀬を殺害。
- 二代目藤木組組員（森本武晴）
- 二代目藤木組組員（金時むすこ）
- 渋沢組組員（千葉誠樹）
- 須崎組組員（吉川秀樹）
- 唐沢組組員（崔哲浩）
- 牧田昌平（辰巳佳太）…元・藤木組組員。娘が病気で治療費に困っている。義仁会組員・田代に唆され生田源之助を銃撃。
- 辰野元吉（？）…初代辰野会会長。

 大阪のヤクザ（安西組）
- 安西貞三（？）…安西組組長。藤木吾郎(まだカタギ)により射殺される。
- 安西礼子（嘉門洋子）…安西組組長の姪。
- 安西 登（？）…安西組若頭。安西組解散を発表。
- 安西組ヒットマン（芸利古雄）…一徹の妻・藤木孝枝(吾郎の母親)を銃殺。
- 南条基次（原田龍二）（3・6）…元・安西組組員。

 関東のヤクザ 
- 永沢公則（白竜、萩原流行）…義仁会会長。
- 後藤賢治（力也）…義仁会若頭。
- 井垣辰夫（清水健太郎、丹波義隆）…義仁会組員→焼き芋屋台→居酒屋大将→井垣組組長。
- 田代勝義（武蔵 拳）…義仁会組員。辰野会の竹本により射殺さる。
- 長尾康生（やべきょうすけ）…義仁会組員。
- 一之瀬昇（加賀谷 圭）…義仁会組員。
- 宮村（？）…義仁会組員。
- 瀬戸（パラ小林）…義仁会組員。
- 岡本光芳（小林勝彦）…関東連盟総裁・岡本組組長。総裁の座を永沢に奪われる。
- 戸川平伊（上野 淳）…岡本組若頭。
- 岡本組組員（ERIKU）…吉村に永沢襲撃を命令。
- 吉村和哉（大和啄也）…岡本組組員。永沢を襲撃。
- 村雨剣次（川地民夫）…関東連盟副総裁・錦糸会会長。
- 角田英一（永倉大輔）（8）…錦糸会若頭。
- 当麻基一（根岸一正）…関東連盟・当麻組組長→辰野会系当麻組組長。
- 太田正親（？）…当麻組若頭。
- 当麻組組員（森 聖二）…義仁会の長尾と一之瀬に殺害される。
- 常盤竜太郎（竹田高利）…関東連盟・常盤組組長。関東連盟を脱会。
- 笹本 哲（？）…関東連盟・笹本会会長。関東連盟を脱会。
- 石室太郎（瀬木一将）…関東連盟・石室組組長。関東連盟を脱会。
- 三原順三（山口ひろかず）…関東連盟・三原組組長。
- 榊原長次（中倉健太郎）（8）…三原組若頭。

 京都のヤクザ 
- 森永 進（勝野 洋）…沖名組若頭。
- 三島裕也（中野英雄）…沖名組系三島組組長。上村とのロシアンルーレットに負け死亡。
- 三島組組員（江戸松 徹）…舎弟と共に藤木組組員を殺害。

 広島のヤクザ 
- 生田源之助（津川雅彦）…初代峠会会長。元・藤木組組員・牧田に撃たれ引退。
- 尾崎敏之（美木良介）…峠会若頭→二代目峠会会長→辰野会直参尾崎組組長。刑務所で死を遂げる。
- 藤山直文（？）…尾崎組若頭。
- 福島歩（斉藤一平）…峠会組員。
- 尾崎組若頭（風間貢）（7）

 四国のヤクザ 
- 石渡武治（伊吹剛）（2）…高知・石渡組組長。自宅の浴室で発見される。西田により謀殺される。
- 西田 滋（岩本恭生）（2）…石渡組若頭→二代目石渡組組長。女子高生に射殺される。
- 蓮見幹男（野村将希）…石渡組幹部。
- 園田千昭（宮本大誠）…石渡組組員→辰野会系石渡組三代目組長。
- 石渡組組員（五刀剛）
- 高取瑞穂（小西博之）…徳島・高取組組長。
- 奈良岡（氏原修二）…高取組若頭。南条基次に射殺される。

 新潟のヤクザ 
- 森 研治（殺陣剛太）（7）…森組組長→三代目辰野会系森組組長。
- 三隅一生（吉田祐健）（7）…三隅組組長→三代目辰野会系三隅組組長。

 盛岡のヤクザ 
- 川田 拓（寺門ジモン）…川田組組長。
- 関 光晴…（賀川黒之助）…川田組若頭。
- 新田俊充（？）…新田組総裁。
- 新田 潔（畑山隆則）…新田組組長。三代目辰野会上村組の平岡貞夫に射殺される。
- 能瀬陽次郎（伊藤勝利）…新田組若頭。三代目辰野会上村組の平岡貞夫に射殺される。

 その他の団体 
- 崎本俊男（堀田眞三）（3）…九州 佐世保・能祖一家組長。二代目辰野会若頭・中川と兄弟分。
- 田川 競（出光 元）…田川組組長。渋沢の兄弟分で谷岡龍吾の幼馴染。義仁会会長・永沢に殺害される。
- 葦津潤一（哀川 翔）…元・丸茂組若頭→屋台ラーメン屋。6人斬りの伝説のヤクザ。

 黒社会 
- 朱 天文（四方堂 亘）（3）…中国マフィア頭目。福建省出身。
- 張 復生（松田 優）（3）…中国マフィア幹部。

 旧日本軍諜報機関 
- 大村徳夫（山本昌平）（8）…旧日本軍諜報機関で生田源之助の友人。
- 井上（高味光一郎）…大村の部下。

 警察 
- 本間 忠（小沢仁志）…大阪府警堺西署暴対本部刑事→堺西署交通課→辰野会組員。
- 宮崎恒夫（風間トオル）…大阪府警堺西署暴対本部長。
- 徳島県警刑事（中村隆天）…古田雄介らを逮捕する。
- 大阪府警刑事太田(豊田博臣）…大阪府警堺西署暴対本部刑事記者への対応、上村の取り調べなどを担当。

 藤木家 
- 藤木孝枝（早瀬久美）…藤木一徹の妻。遠山建設社長遠山実の妹。
- 安田誠一（辻本祐樹、竹原慎二）…藤木一徹の次男で吾郎の弟。安田法律事務所の弁護士。結婚し安田家に婿養子入り。
- 安田美弥子（木内あきら）…安田誠一の妻。
- 安田正道（？）…安田誠一の長男。
- 藤木 愛→遠山 愛（夏山千景）…藤木一徹の長女。遠山家に入る。
- 水谷由香→藤木由香（青田典子）…藤木吾郎の高校時代の同級生。偶然再会し妻となる。

 政財界 
- 遠山 実（梅宮辰夫）…遠山建設社長。藤木孝枝の兄。
- 遠山 悟（唐渡 亮）…衆議院議員。
- 城戸泰邦（山城新伍）…民自党 通産省政務次官。
- 塩野 晋（船木誠勝）…遠山建設秘書室長。
- 小阪栄介（峰岸 徹）（4）…民自党城戸派。野党提出の内閣不信任案に賛同を画策するも謀殺される。
- 民自党小阪派の参議院議員（古井榮一）（4）
- 細井 守（？）（4）…城戸私設秘書。
- 森田久則（石山雄大）…民自党国対委員長。
- 谷岡龍吾（内田勝正）…民自党政調会長→橋倉晋一後の内閣総理大臣。
- 岸田信太郎（高松英郎）…民自党総裁。
- 橋倉晋一（？）…内閣総理大臣。

 グローブ出版 
- 宗方俊二（隆 大介）…週刊実録ジャーナル編集長。
- 桜庭美紀（国分佐智子）…週刊実録ジャーナル記者。
- 香月玲子（藤森夕子）…週刊実録ジャーナル記者→フリーライター。
- 記者（勝野洋輔）

 その他 
- エリ（大谷みつほ）…葦津のラーメン屋台を手伝う。弁護士の娘。
- プラモデル屋（デビット伊東）…少年の藤木吾郎に拳銃を売る。
- 歯科医（清水昭博）…妻が竹本光に騙される。
- 歯科医の妻（沖 直未）（1）…竹本 光に騙される。
- 医師（山之内幸夫）（1・2）…二代目辰野会舎弟頭・高野松雄を診察。
- ナナ（梶原真弓）…渋沢組若頭・下田の女。雇われママ。
- 乙骨 崇（曽根英樹）…藤木吾郎の少年刑務所時代の友人。吾郎を辰野会の会長にしようと画策する。
- 片瀬遼太郎（片岡鶴太郎）…謎のホームレス。
- 坂本俊宏（川野太郎）…右翼連合会会長。生田源之助の紹介で辰野会に協力する。
- 西 昭如（竹田高利）（7）…極東貿易コンサルタント代表取締役。上村に協力する。
- 生田多恵子（松山容子）…初代峠会会長・生田源之助の妻。
- 溝口幸治（長門裕之）…漁師。かつて上村の居た孤児院の先生。
- 肥沼博彦（鬼丸）（7）…漁師。上村組入りする。
- 河合…（岩井杉郎）大島弘信の弟分。
- 北原五月（中村泰士）…上村の元兄弟分。

## スタッフ
- 監督：高瀬將嗣
- 製作：夏山易子
- 総括プロデューサー：夏山静香
- 企画・原案・キャスティングプロデューサー：夏山佳久
- 企画協力：中島仁・夏山昌一郎・前田茂司
- プロデューサー：田所幸三・夏山牧子・小松俊喜
- キャスティング協力：松島富士雄・辰巳佳太・伊東雅子
- 脚本：石川雅也
- 音楽：野島健太郎
- ポストプロダクションプロデューサー：金子尚樹
- 宣伝担当：崎本志穂
- 撮影：佐藤徹（J.S.C）
- 照明：三枝隆之
- 録音：沼田和夫
- 美術：塩田仁
- VE：滝田康昭
- 編集：矢船陽介
- 音響効果：丹雄二
- 記録：豊田賀世
- 助監督：加藤文明・金丸雄一
- 制作担当：竹岡実
- 監督助手：吉田亮・花川ひとみ
- CA：花田極己
- MA：藤沢信介
- EED：緩鹿秀隆
- デザイン：奥津徹夫
- 装飾：吉田直哉
- 持道具：林清子
- 大道具：菊地俊輔
- 衣裳：古藤博・遠藤良樹・山田和宏・坂下英明
- メイク：鷲田知樹
- 擬斗/スタント：高瀬道場（日俳連アクション部会）
- ガンエフェクト：ビル横山・会田文彦
- 刺青：田中光司
- スチール：小鮒利也
- 方言指導：吉川秀樹・大橋知恵子・五刀剛・荒木誠・橘良命・藤馬ゆうや
- タイトル：道川昭
- 車輌：井上和亮・萩野真・佐藤源
- 制作進行：中島正志
- 制作デスク：矢部真弓
- 制作主任：平田幸仁
- 制作：ジェネックス、楽映舎
- 製作：シネマパラダイス

## VHS・DVD
| タイトル              | ジャケットコピー                                     | 発売日         |
| --------------------- | ---------------------------------------------------- | -------------- |
| 新・日本の首領        | この日本に首領はただ一人。                           | 2004年04月25日 |
| 新・日本の首領2       | 日本制覇へ。今、戦いの狼煙が上がる──。               | 2004年06月25日 |
| 新・日本の首領3       | 西か東か、新たなる勢力か！？                         | 2004年08月25日 |
| 新・日本の首領4       | 日本極道統一へ。狙うは‘‘関東’’──                     | 2005年01月25日 |
| 新・日本の首領5       | 東西二大勢力、遂に全面戦争へ──                       | 2005年04月25日 |
| 新・日本の首領6       | 西の牙城、崩壊──！？                                 | 2005年07月25日 |
| 新・日本の首領7       | 西の野望、東の欺瞞──                                 | 2005年12月25日 |
| 新・日本の首領8       | 生き抜く者、死にゆく者・・・熾烈を極める覇権争い！！ | 2006年02月25日 |
| 新・日本の首領 完結編 | 遂に、日本制覇──！？                                 | 2006年05月25日 |

## DVD-BOX
- 新・日本の首領 限定BOX（2016年6月3日）9枚組

## 漫画作品
劇画マッドマック ススペシャルプレゼンツ『新・日本の首領』（コアコミックス）

原作：夏山佳久、作画：ミナミ新平、発売：コアマガジン。
1. 新・日本の首領 乱世胎動編（2005年3月1日）※特別同時収録「殺しの軍団」画：笠原倫
2. 新・日本の首領 謀略抗争激化編（2005年6月1日）※特別同時収録「新日本の首領外伝 葦津潤一郎」画：乱真澄
3. 新・日本の首領 流血抗争!中国マフィア編（2005年9月1日）※特別同時収録「新日本の首領外伝 コマシ鉄砲玉 竹本光」画：乱真澄
4. 新・日本の首領 ヤクザ絶叫!中華殺し編（2006年1月1日）※特別同時収録「非情の侠道 藤木一徹伝」画：乱真澄
5. 新・日本の首領 関西巨大暴力団 謀略と裏切り編（2006年4月1日）※特別同時収録「獄舎の火片 藤木吾朗伝」画：乱真澄
6. 新・日本の首領 東京侵攻!関西巨大暴力団（2006年7月1日）※特別同時収録「岡田真澄、遺作 辰野会三代目 渋沢正俊伝」画：乱真澄
7. 新・日本の首領 若頭下獄!戦慄の実録ヤクザ戦争（2006年10月1日）※特別同時収録「藤木吾朗伝2 スケバン少女 水谷由香」画：乱真澄
8. 新・日本の首領 実録ゴッドファーザー～その激動の生涯～（2007年2月1日）※描き下ろし完全新作
9. 新・日本の首領 内乱勃発!任侠は死なず編（2007年7月1日）